# Перелом (фільм)
«Перело́м» (англ. «Fracture») — американська кримінальна драма режисера Ґреґорі Гобліта, що вийшла 2007 року. У головних ролях Ентоні Гопкінс, Раян Гослінг.
Сценаристом були Деніел Пайн і Ґленн Джерс, продюсером — Чарльз Вайншток. Вперше фільм продемонстрували 11 квітня 2007 року у Вествуді, Каліфорнія, США.
В Україні у кінопрокаті прем'єра фільму відбулась 5 липня 2007 року.

## Синопсис
Тед Кроуфорд дізнається, що Дженніфер Кроуфорд, його дружина, має роман з Робом Нюнеллі, детективом поліції. Між подружжям виникає сутичка і Тед стріляє у дружину. Про це він одразу зізнається Робу Нюнеллі і він його арештовує. Під час судового процесу Теда Кроуфорда виправдали через порушення юридичних формальностей. Але молодий заступник окружного прокурора Вілльям Бічам хоче відновити справедливість.

## У ролях
| Актор           | Персонаж                                              | Роль                          |
| --------------- | ----------------------------------------------------- | ----------------------------- |
| Ентоні Гопкінс  | Теодор «Тед» Кроуфорд (англ. Theodore "Ted" Crawford) | авіаінженер з Лос-Анджелесу   |
| Раян Гослінг    | Вілльям «Віллі» Бічам (англ. William "Willy" Beachum) | заступник окружного прокурора |
| Девід Стретейрн | Джо Лобруто (англ. Joe Lobruto)                       | окружний прокурор             |
| Розамунд Пайк   | Ніккі Ґарднер (англ. Nikki Gardner)                   | майбутня начальниця Віллі     |
| Ембет Девідц    | Дженніфер Кроуфорд (англ. Jennifer Crawford)          | дружина Теда                  |
| Біллі Берк      | Роб Нюнеллі (англ. Rob Nunally)                       | лейтенант                     |
| Кліфф Кертіс    | Флорес (англ. Flores)                                 | детектив                      |
| Фіона Шоу       | Робінзон (англ. Robinson)                             | суддя                         |
| Ксандер Берклі  | Моран (англ. Moran)                                   | суддя                         |
| Зої Казан       | Мона (англ. Mona)                                     |                               |

## Сприйняття

### Критика
Фільм отримав загалом позитивні відгуки: Rotten Tomatoes дав оцінку 72 % на основі 172 відгуків від критиків (середня оцінка 6,5/10) і 71 % від глядачів із середньою оцінкою 3,5/5 (380,669 голосів). Загалом на сайті фільми має позитивний рейтинг, фільму зарахований «стиглий помідор» від кінокритиків і «попкорн» від глядачів, Internet Movie Database — 7,1/10 (102 534 голоси), Metacritic — 68/100 (35 відгуків критиків) і 6,7/10 від глядачів (85 голосів). Загалом на цьому ресурсі від критиків і від глядачів фільм отримав позитивні відгуки.

### Касові збори
Під час показу у США, що розпочався 20 квітня 2007 року, протягом першого тижня фільм показали у 2,443 кінотеатрах і він зібрав $11,014,657, що на той час дозволило йому зайняти 2 місце серед усіх прем'єр. Показ фільму протривав 98 днів (14 тижнів) і завершився 26 липня 2007 року. За цей час фільм зібрав у прокаті у США $39,015,018, а у решті світу $52,339,197, тобто загалом $91,354,215 при бюджеті $10 млн.
Під час показу в Україні, що стартував 5 липня 2007 року, протягом першого тижня фільм показали у 8 кінотеатрах і він зібрав $13,982, що на той час дозволило йому зайняти 4 місце серед усіх прем'єр. В Україні показ протривав до 12 серпня 2007 року, за цей час фільм зібрав $41,925.

### Нагороди і номінації[10]
| Рік  | Нагорода                                  | Категорія                        | Номінант     | Результат |
| ---- | ----------------------------------------- | -------------------------------- | ------------ | --------- |
| 2007 | Teen Choice Awards                        | Вибір актора фільму: Жахи/Трилер | Раян Ґослінг | Номінація |
| 2007 | World Soundtrack Awards                   | Композитор сайндтреків року      | Майкл Данна  | Номінація |
| 2008 | Міжнародний кінофестиваль у Санта Барбарі | Кінопремія Венґарда              | Раян Ґослінг | Перемога  |

## Цікаві факти
- Пристрій, який будує герой фільму у себе вдома, і який він продовжує проєктувати у суді — мармурова машина. Вона символізує неабиякі творчі здібності злочинця.